# Partido Popular Croata
El Partido Popular Croata (en croata: Hrvatska pučka stranka) fue un partido político de la Yugoslavia de entreguerras. Fue el primer partido político croata de la historia moderna, fundado en mayo de 1919. Su menguante apoyo durante la década de 1920 le convirtió en una formación marginal en la política croata de la época. Fue disuelto como el resto de formaciones política yugoslavas con la implantación de la dictadura real de 1929 y no logró mantener sus estructuras, desapareciendo.

## Antecedentes
El movimiento político católico surgió en Croacia a comienzos del siglo XX, durante el periodo austrohúngaro. En marzo de 1913 se fundó una organización (el seniorat) que agrupaba a intelectuales clericales, miembros de asociaciones teológicas y sociedades académicas católicas.
En noviembre de 1918, durante el periodo de disolución de Austria-Hungría, la organización decidió formar un partido político y lo estableció meses más tarde en mayo de 1919. A sus miembros y partidarios se les conoció popularmente como pučkaši, por el nombre del partido en serbocroata, Hrvatska pučka stranka. La organización del partido fue lenta y sólo un año después de su fundación oficial, en junio de 1920, se creó una organización centralizada que reunía a los comités regionales.

## Respaldo y evolución
Las regiones donde el respaldo del partido era mayor fueron Dalmacia, donde atrajo a algunos intelectuales, sacerdotes, campesinos y jornaleros, y Bačka, donde atrajo a miembros de los bunjevci y šokci. Su popularidad en la antigua Croacia-Eslavonia y Bosnia-Herzegovina nunca fue muy notable. Tras la formación del nuevo Estado yugoslavo, oficialmente llamado Reino de los Serbios, Croatas y Eslovenos, la política croata quedó dominada por la oposición a la forma de Estado centralista dominada por los serbios, y la formación política principal fue la de Stjepan Radic, el Partido Campesino Croata. Mientras este obtenía el grueso del voto campesino, la clase mayoritaria del territorio, el resto de partidos croatas, como la Unión Croata (en croata: Hrvatska zajednica, formación de las clases medias y la élite intelectual) y el Partido Croata por Derechos (en croata: Hrvatska stranka prava, clase media baja e intelectuales nacionalistas), quedaban marginados de la política croata. Los Populares, con un apoyo limitado, se vieron obligados a seguir las pautas marcadas por el más poderoso Partido Popular Esloveno.
Su apoyo electoral, además, fue menguando a lo largo de la década de 1920: en las elecciones 1920 a la asamblea constituyente obtuvieron nueve escaños, pero en las siguientes elecciones lograron un apoyo menor, hasta quedar reducidos en las últimas elecciones (las de 1927) a un único diputado en las cortes yugoslavas, al lograr únicamente el 2% de los sufragios en los territorios de población croata.
El partido no se unió a la efímera alianza forjada en 1921 por la Unión Croata, el Partido Croata por los Derechos y el Partido Campesino Croata, denominada «Bloque Croata», para oponerse a Belgrado. Críticos con la coalición, lo eran aún más con Radic, que la dirigía, al que consideraban un demagogo anticlerical.
Tras el asesinato en el parlamento yugoslavo de Radic en 1928, los Populares croatas entraron en el Gobierno (28 de julio de 1928) siguiendo a sus aliados los Populares eslovenos, cuyo dirigente Anton Korošec presidía en nuevo gabinete. El presidente del partido, Stjepan Baric, fue nombrado ministro de Política Social. La entrada en el Gobierno produjo tanto un menoscabo de su apoyo popular en Croacia como un crisis interna: algunos de sus miembros más destacados abandonaron la formación, opuestos al ingreso en el gabinete de Korošec.
La caída del gabinete presidido por el Popular esloveno en diciembre de 1928 y la agudización de la crisis política llevó a la implantación de la dictadura por el rey Alejandro I de Yugoslavia el 6 de enero de 1929. El partido no logró sobrevivir a la dictadura y la prohibición de los partidos políticos, a diferencia de otras formaciones. En la década siguiente, el movimiento político católico croata, radicalizado y cada vez menos favorable a la democracia, se reflejó en una serie de organizaciones heterogéneas.

## Ideología
El partido era favorable a la unión yugoslava, pero se oponía al centralismo del Estado. Defendían una unión paulatina, principalmente cultural, de serbios croatas y eslovenos, y abogaban por el mantenimiento de las fronteras y administraciones históricas heredadas por el nuevo país. Se oponía, sin embargo, a la federalización del país por la imposibilidad de separar a las nacionalidades. Más moderado en su oposición al centralismo de Belgrado, el partido ocupaba una posición intermedia entre las formaciones centralistas por un lado, y las más autonomistas o independentistas de Croacia, por el otro.
Social y económicamente centrista, el partido mostraba, no obstante un marcado anticomunismo y antiliberalismo. Contrario a la lucha de clases, defendía la cooperación de las mismas, los derechos individuales y la propiedad privada. Favorecía la reforma agraria, con compensación estatal a los antiguos terratenientes. Defendía también la organización de los labradores y jornaleros en cooperativas. Fundamentalmente socialcristianos, propugnaban un modelo de Estado corporativista.
Considerando imposible una moral laica, pretendían formar un Estado campesino cristiano, basado en la moral católica que, a su entender, acabaría con los males del liberalismo capitalista y evitaría la implantación del comunismo.
El resto de formaciones política croatas eran hostiles al programa de los Populares: unos los consideraban simplemente una camarilla clerical, otros consideraban su defensa del campesinado propagandística y otros criticaban su falta de hincapié en la defensa del nacionalismo croata.